# Gremlin (mythisch wezen)

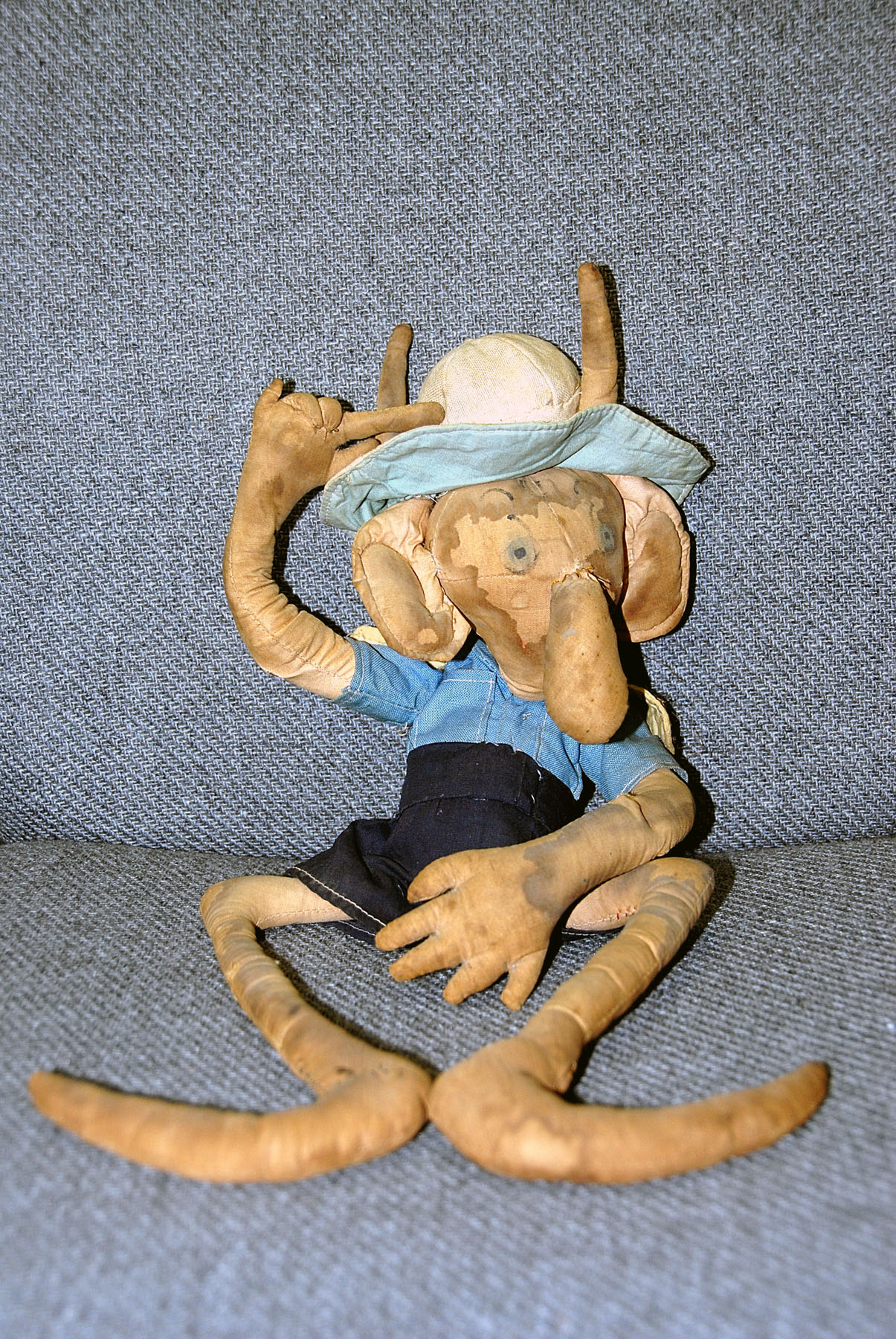
Deze Gremlinmascotte met blauwe hoed werd gebruikt tijdens de B-17 missies boven Duitsland in 1942-1945.

Een gremlin is een fictief of mythisch wezen dat veel voorkomt in volksverhalen en andere media. Gremlins zouden volgens de verhalen kwaadaardige monsters zijn met een aanleg voor mechanica, die machines (met name vliegtuigen) saboteren. Hun oorsprong ligt in verhalen die Britse piloten in de Tweede Wereldoorlog aan elkaar vertelden, waarin ze gremlins de schuld gaven van technische mankementen aan vliegtuigen.
In de loop der jaren zijn er steeds meer fantasiewezens opgedoken met de naam gremlin. Over hoe gremlins eruitzien bestaat geen algemeen beeld, waardoor dit per verhaal vaak varieert.

## Ontstaan
Het woord "gremlin" is afkomstig uit de Tweede Wereldoorlog. Het concept van een gremlin als vliegtuigsaboteur werd voor het eerst verteld onder piloten van de Royal Air Force gedurende de oorlog, vooral onder de leden van de Photographic Reconnaissance Units (PRU) of RAF Benson, RAF Wick en RAF St Eval. Deze verhalen werden bedacht om ongelukken die plaatsvonden tijdens het vliegen te verklaren. Er waren ook genoeg piloten die daadwerkelijk meenden vreemde wezens te zien die met hun machines rommelden vlak voor een ongeluk. Critici beweren echter dat dit slechts hallucinaties waren, veroorzaakt door de stress van een gevecht en de enorme hoogte.
Er kwamen rapporten over groenige of grijze wezens van zo'n zes inch (15 cm) groot (zie ook kabouter). Ze hadden soms hoorns en harige oren, ze droegen kleurrijke kleding. De Gremlins veroorzaakten onverklaarbare schade in elektrische circuits en andere delen van de vliegtuigen. Ze dronken de brandstoftank leeg en veroorzaakten nog meer moeilijkheden.
De eerste gepubliceerde referentie naar een gremlin is een artikel van Hubert Griffith in het blad Royal Air Force Journal van 18 april 1942, hoewel dat artikel beweert dat de verhalen al in omloop zijn sinds de Slag om Engeland in 1940. Latere bronnen beweren soms het concept zelfs teruggaat tot de Eerste Wereldoorlog, maar hiervoor bestaan geen geschreven bronnen.

### Roald Dahl
Van auteur Roald Dahl wordt beweerd dat hij de gremlins ook buiten de luchtmacht bekend heeft gemaakt. Hij zou op de hoogte zijn van de mythe daar hij zelf bij de Royal Air Force had gezeten. Hij had zijn eigen ervaring met een noodlanding in de Libische Woestijn. In januari 1942 werd hij overgeplaatst naar Washington D.C. als assistent Air Attaché. Daar schreef hij uiteindelijk zijn roman The Gremlins. Hij toonde het manuscript aan Sidney Bernstein, het hoofd van de Britse Informatiedienst. Sidney kwam met het idee om het script naar Walt Disney te sturen.
Het manuscript kwam in juli 1942 in handen van Disney en hij wilde het gebruiken voor een film. Deze film kwam nooit van de grond, maar Disney slaagde er wel in het verhaal te laten publiceren in december 1942 in het tijdschrift Cosmopolitan. Een half jaar later werd een herschreven versie van het verhaal gepubliceerd in een boek, uitgegeven door Random House. Het boek werd opnieuw uitgebracht in 2006 door Dark Horse Comics.

## Varianten
De gremlin als vliegtuigsaboteur is het bekendst, maar in veel verhalen en films komen ook andere versies van de gremlin voor. Deze versies van de gremlins hebben vaak andere (slechte) eigenschappen, afhankelijk van de omgeving waarin ze zich bevinden. Vaak lijken ze in niets meer op de vliegtuiggremlins.
Een bekend voorbeeld hiervan is de film Gremlins uit 1984 en het vervolg Gremlins 2: The New Batch uit 1991. De gremlins in deze films zijn monsters die ontstaan uit een ander wezen genaamd de Mogwai. Ze richtten overal waar ze komen een ravage aan.
Gremlins verschijnen ook in het Dungeons & Dragons rollenspel. Ook in de Final Fantasy reeks verschijnen ze als tegenstanders in een vorm die vooral gebaseerd lijkt op de Gremlinfilms: als groene reptielachtige wezens.
Gremlins hoeven ook niet altijd als negatief te worden gezien. Zo zijn er gevallen bekend waarin gremlins bijvoorbeeld worden gebruikt als mascotte.

## Gremlins in films
- In 1943 maakte Robert Clampett de Bugs Bunny film Falling Hare. Deze film was een van de eerste Gremlin films die getoond werd in een bioscoop.[4] In het filmpje komt Bugs Bunny in conflict met een gremlin op een vliegveld.
- Dit filmpje werd in 1944 opgevolgd door Russian Rhapsody, een andere korte tekenfilm waarin Russische gremlins het vliegtuig van Adolf Hitler saboteren.
- In een aflevering van de originele The Twilight Zone serie getiteld "Nightmare at 20,000 Feet" valt een gremlin een vliegtuig aan. Deze aflevering werd geregisseerd door Richard Donner. Van deze aflevering werd in 1983 een remake gemaakt voor Twilight Zone: The Movie.
- Gremlins en Gremlins 2: The New Batch.

## Trivia
- In Movie Park Germany werd in 1996 een darkride geopend waarin Alf samen met de gremlins de hoofdrol speelde.
- In de folklore in verschillende landen bestaan kleine saboterende of streken uithalende wezentjes of huisgeesten, zoals de elf, brownie, fee, gnoom, kobold, goblin, hobgoblin, imp, leprechaun, piskie, puck, trol, kabouter, domovoj, kikimora, nain rouge of sprite. Vaak halen ze streken of practical jokes uit wegens balorigheid, verveling, kwaadaardigheid of als wraakacties wegens tegenwerking door de mens. Anderzijds kunnen ze ook mensen soms helpen.